# Amir Pnueli

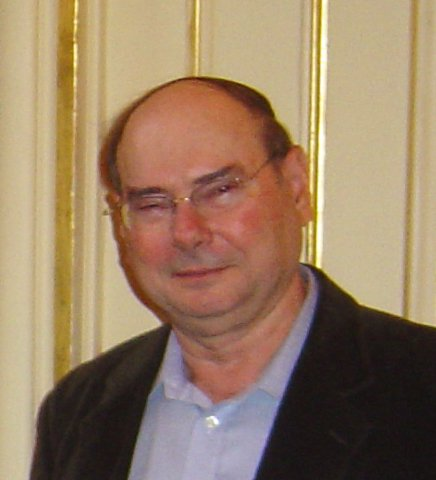
Amir Pnueli

Amir Pnueli (Nahalal, 22 april 1941 - New York, 2 november 2009) was een Israëlisch informaticus en wiskundige. Gedurende zijn loopbaan heeft hij veel onderzoek gedaan naar temporele logica en in 1996 ontving hij de Turing Award voor
[B]eslissend werk aan de introductie van temporele logica in de informatica en voor buitengewone bijdragen aan de verificatie van programma's en systemen.
Pnueli studeerde wiskunde aan het Technion te Haifa, waar hij zijn bachelor behaalde. Daarna deed hij een promotieonderzoek binnen de toegepaste wiskunde aan het Weizmann-instituut der Wetenschappen; zijn onderwerp was "Berekening van Getijden in de Oceaan". Tijdens een korte periode als postdoc aan de Stanford-universiteit stapte hij over naar de informatica. Hij keerde terug naar Israël als onderzoeker waar hij, na een verscheidenheid aan academische posten, hoogleraar werd aan het Weizmann-instituut.
Daarnaast heeft Pnueli ook twee technologie-bedrijfjes gestart.
Pnueli was getrouwd, en laat drie kinderen en een kleinkind na. Hij overleed aan een hersenbloeding.
1966: Alan J. Perlis ·
1967: Maurice V. Wilkes ·
1968: Richard Hamming ·
1969: Marvin Minsky ·
1970: J.H. Wilkinson ·
1971: John McCarthy ·
1972: Edsger Dijkstra ·
1973: Charles W. Bachman ·
1974: Donald E. Knuth ·
1975: Allen Newell, Herbert Simon ·
1976: Michael Rabin, Dana S. Scott ·
1977: John Backus ·
1978: Robert W. Floyd ·
1979: Kenneth E. Iverson ·
1980: Tony Hoare ·
1981: Edgar F. (Ted) Codd ·
1982: Stephen A. Cook ·
1983: Ken Thompson, Dennis M. Ritchie ·
1984: Niklaus Wirth ·
1985: Richard M. Karp ·
1986: John Hopcroft, Robert Tarjan ·
1987: John Cocke ·
1988: Ivan Sutherland ·
1989: William Kahan ·
1990: Fernando J. Corbató ·
1991: Robin Milner ·
1992: Butler Lampson ·
1993: Juris Hartmanis, Richard E. Stearns ·
1994: Edward Feigenbaum, Raj Reddy ·
1995: Manuel Blum ·
1996: Amir Pnueli ·
1997: Douglas Engelbart ·
1998: Jim Gray ·
1999: Frederick P. Brooks, Jr. ·
2000: Andrew Chi-Chih Yao ·
2001: Ole-Johan Dahl, Kristen Nygaard ·
2002: Ron Rivest, Adi Shamir, Leonard M. Adleman ·
2003: Alan Kay ·
2004: Vinton G. Cerf, Robert E. Kahn ·
2005: Peter Naur ·
2006: Frances E. Allen ·
2007: Edmund M. Clarke, E. Allen Emerson, Joseph Sifakis ·
2008: Barbara Liskov ·
2009: Charles Thacker ·
2010: Leslie Valiant ·
2011: Judea Pearl ·
2012: Shafi Goldwasser, Silvio Micali ·
2013: Leslie Lamport ·
2014: Michael Stonebraker ·
2015: Martin Hellman, Whitfield Diffie ·
2016: Tim Berners-Lee ·
2017: John L. Hennessy, David Patterson ·
2018: Yoshua Bengio, Geoffrey Hinton, Yann LeCun ·
2019: Patrick M. Hanrahan, Edwin E. Catmull ·
2020: Alfred Aho, Jeffrey Ullman ·
2021: Jack Dongarra ·
2022: Robert Metcalfe ·
2023: Avi Wigderson